# Black Caviar
Black Caviar (2006. augusztus 18. – 2024. augusztus 17.) egy visszavonult ausztrál angol telivér versenyló, mely 25 futamon keresztül maradt veretlen, melyek között volt 15 Group One győzelem is, mellyel megverte az addigi rekordert, Kingston Townt. Ő volt 2010-ben, 2011-ben, 2012-ben és 2013-ban is a WTRR rangsorolása alapján a Világbajnok Sprintelő, Black Caviar edzője a melbourne-i Peter Moody volt, és az első két futamát leszámítva – mikor  Jarrad Noske ült a nyergében – a 2010-es Pacific Farm Classic kivételével mindig Luke Nolen irányította. Azon a versenyen Ben Melhamé volt a vezető szerep. 2013. április 17-én befejezte versenyzéését.

## Tenyésztés
Black Caviar 2006. augusztus 18-án 05:20-kor született Nagambie mellett, a Gilgai Farmon. A Goulburn folyó melletti területen nőtt fel, majd 2007. decemberben egy 10 hetes felkészítésre a Swettenham méneshez vitték, mikor a Melbourne Premier Yearling Sale-en Rick Jamieson megbízásából 210.000 dollárért eladták Peter Moodynak. Jelenleg G. J. Wilkie, K. J. Wilkie, Werrett Bloodstock Pty Ltd, C. H. Madden, J. Madden, P. A. Hawkes, D. M. Taylor és J. Taylor tulajdona.  Édesapja az a Bel Esprit volt, mely megnyerte a Doomben 10,000 versenyt, s aki egyben a 2009-es Robert Sangster Stakes derbit megnyerő Bel Mer apja is volt. Black Caviar volt a versenyeken nem induló Helsinge első csikója. Ő pedig a brit Desert Sun versenyló lánya volt. Ő bár soha nem nyert nagyobb versenyt, de indult a Craven Stakes és a Sandown Mile versenyeken. Desert Sun sziontén az apja volt az új-zélandi versenylónak, Sunline-nak. Helsinge rajta kívül a 2013-as All Aged Stakes, a 2013-as Futurity Stakes, a 2013-as C F Orr Stakes, a 2012-es Caulfield Guineas győztesének és a 2012-es Cox Plate második helyezettének, All Too Hardnak is az anyja volt. Mivel a brit Pinprick tenyészkanca leszármazottja, Black Caviar szintén ugyanabba az angol telivér 1-p családba tartozik, mint a Classicot megnyerő Ambiguity és Sodium.
Black Caviar 570 kg-ot nyomott, és 168 cm magas volt. Az Ausztráliában született lovak „születésnapja” augusztus 1-én van, míg az északi félgömbön január 1-én növelik meg a lovak életkorát. Így lehetett, hogy mikor 2012. júniusban Angliában versenyzett, akkor ott már hatévesnek számított, miközben a déli féltekén még mindig csak ötévesnek sorolták.

## Timeform helyezés
A Timeform 2011. március 31-i értékelése szerint Black Caviar volt az egyik legjobb angol telivér versenyló a világon 2011. első negyedévében. 2013. április 17-én ugyanezen értékelés szerint 136 értékelő alapján szintén ő lett a világ legjobb angol telivére. 2013. május 3-án Black Caviar hivatalosan is a világ legjobb telivéreként lett az IFHA értékelése szerint , ami a 2012. november 1. és 2013. április 28. közötti eredményeket illeti.  Összességében Black Caviar a 76. legjobb síkterepi versenyló a Timeform azon történelme során, mikor a Brit-szigeteken kívüli angol telivéreket is értékel.